# 寬海蛾魚
寬海蛾魚（学名：Eurypegasus draconis），又名海蛾魚，为辐鳍鱼纲海龙鱼目海蛾魚科寬海蛾魚屬下的一个种。该物种广泛分布于印度洋-太平洋海域，包括红海海域。

## 扩展阅读
- 維基物種上的相關：寬海蛾魚